# Bömmelfjorden

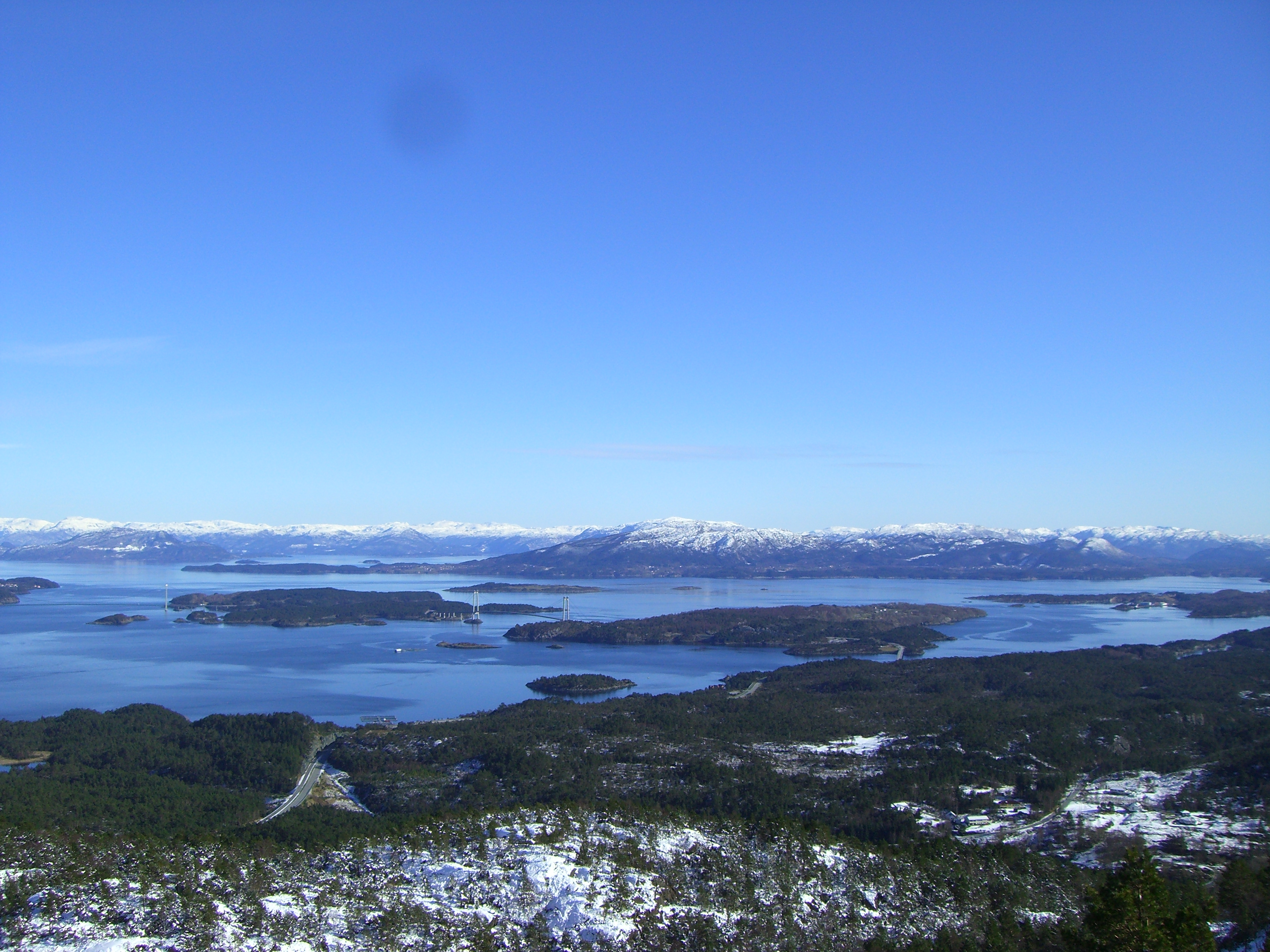
Inre delen av Bömmelfjorden.

Bömmelfjorden (norska: Bømlafjord) är en fjord i Hordaland, Norge.
Sedan år 2000 förbinder Bömlafjordtunneln öarna Stord och Bømlo med Sveio på fastlandet.
I Bömmelfjorden dog kung Magnus Eriksson (1316-1374) den 1 december 1374 genom drunkning.